# Gruppo Sportivo Fascio Giovanni Grion 1939-1940
Questa voce raccoglie le informazioni riguardanti il Gruppo Sportivo Fascio Giovanni Grion nelle competizioni ufficiali della stagione 1939-1940.

## Divise
| Prima divisa |

## Rosa
| N. |                   | Ruolo | Calciatore                     |
| -- | ----------------- | ----- | ------------------------------ |
|    | Italia (bandiera) | C     | Sergio Bassi                   |
|    | Italia (bandiera) | C     | Livio Beni                     |
|    | Italia (bandiera) | D     | Giovanni Buich (Bucci)         |
|    | Italia (bandiera) | A     | Mario Busdon (Busidoni)        |
|    | Italia (bandiera) | D     | Ervino Cateni                  |
|    | Italia (bandiera) | C     | Giovanni Chirissich (Chirissi) |
|    | Italia (bandiera) | D     | Nicolò Curto                   |
|    | Italia (bandiera) | A     | Urbano Della Pietra            |
|    | Italia (bandiera) | A     | Emilio Ferrari                 |
|    | Italia (bandiera) | C     | Mario Gustincich (Gustini)     |
|    | Italia (bandiera) | A     | Giovanni Host                  |
|    | Italia (bandiera) | A     | Leo Lieti                      |

| N. |                   | Ruolo | Calciatore                    |
| -- | ----------------- | ----- | ----------------------------- |
|    | Italia (bandiera) | A     | Biagio Lussi                  |
|    | Italia (bandiera) | A     | Silvio Marini                 |
|    | Italia (bandiera) | P     | Pino Morini                   |
|    | Italia (bandiera) | A     | Aldo Plaustro                 |
|    | Italia (bandiera) | D     | Tullio Rocco                  |
|    | Italia (bandiera) | P     | Silvano Rovis                 |
|    | Italia (bandiera) | P     | Enrico Schiffling (Schiffini) |
|    | Italia (bandiera) | A     | Mario Silli                   |
|    | Italia (bandiera) | A     | Angelo Solazzo                |
|    | Italia (bandiera) | A     | Carlo Stetka                  |
|    | Italia (bandiera) | A     | Bruno Ziz (Sizzi)             |

Squadra riserve:

Bosazzi (Neffat); Chirissi, Paliaga; Vatta (II), Bogneri, Saina; Rubini (Privileggi), Formica (Sauer), Host, Gardini, Mejak.

Squadra ragazzi:

Doria; Sfilli, Chersi; Rocchetti, Zelaschi (I), Giotta; Franceschini, Zelaschi (II), Michele Vano, Bonassin, Caracciolo.
Fra parentesi il cognome italianizzato imposto al giocatore e riportato dalla stampa sportiva nazionale e locale.

## Arrivi e partenze
| Acquisti | Acquisti               | Acquisti         | Acquisti    |
| -------- | ---------------------- | ---------------- | ----------- |
| C        | Livio Beni             | G.U.F. Pola      | definitivo  |
| A        | Giovanni Buich (Bucci) | Fiumana          | definitivo  |
| A        | Emilio Ferrari         | ???              | mil. a Pola |
| A        | Renato Gardini         | Arsa             | definitivo  |
| A        | Giovanni Host          | Fiumana          | definitivo  |
| A        | Leo Lieti              | Torino (riserve) | definitivo  |
| A        | Biagio Lussi           | Dop. Pisino      | definitivo  |
| P        | Pino Morini            | ???              | definitivo  |
| C        | Mario Silli            | Arsa             | definitivo  |
| A        | Bruno Ziz (Sizzi)      | Arsa             | definitivo  |

| Cessioni | Cessioni                      | Cessioni | Cessioni       |
| -------- | ----------------------------- | -------- | -------------- |
| .        | Antonio Anziosa               | ???      | definitivo     |
| .        | Gaetano Barletta              | ???      | definitivo     |
| A        | Giorgio Cherstaldi (Castaldi) | ???      | definitivo     |
| P        | Giuseppe Castellini           | ???      | definitivo     |
| .        | Mariano Franzi                | ???      | definitivo     |
| C        | Bruno Kazianka (Cazianca)     | ???      | definitivo     |
| .        | Alvino Longhin                | ???      | definitivo     |
| A        | Giovanni Luciani              | ???      | definitivo     |
| A        | Alberto Milli                 | Torino   | definitivo     |
| D        | Antonino Puglisi              | ???      | definitivo     |
| A        | Libero Ravalico               | ???      | definitivo     |
| A        | Ferruccio Smolizza            | Venezia  | mil. a Venezia |
| A        | Armando Stella                | ???      | definitivo     |
| D        | Rodolfo Tomich (Tomi)         | ???      | definitivo     |
| A        | Guglielmo Valdemarin          | ???      | definitivo     |
| A        | Michele Vano                  | ???      | definitivo     |
| A        | Luciano Vecchiet              | ???      | definitivo     |
| C        | Antenore Zannantoni           | ???      | definitivo     |

## Risultati

### Serie C

#### Girone A

##### Girone di andata
| Arbitro: | Giambone (Mestre) |

|                                                 |           |             |
| Svageli 20’ Rigutti 30’ Capitanio 52’ Gerin 77’ | Marcatori | 58’ Ferrari |

| Arbitro: | Bellè (Venezia) |

|                                |           |  |
| Stetka 7’ Lussi Silli 25’, 90’ | Marcatori |  |

| Rovigo 8 ottobre 1939 3ª giornata | Rovigo | 4 – 1 | Grion Pola |  |

| Arbitro: | Marini (Monfalcone) |

|           |           |  |
| Lussi 38’ | Marcatori |  |

| Schio 22 ottobre 1939 5ª giornata | Schio | 1 – 1 | Grion Pola |  |

| Pola 29 ottobre 1939 6ª giornata | Grion Pola | 0 – 0 referto | Vicenza | \| Arbitro: \| Tiberio \| |
| Arbitro:                         | Tiberio    |               |         |                           |

| Arbitro: | Ghetti (Modena) |

|  |           |                                                  |
|  | Marcatori | 31’ Solazzo 48’ Lussi 69’ Bucci 70’, 89’ Ferrari |

| Pola 19 novembre 1939 8ª giornata                               | Grion Pola | 3 – 1 referto | Ampelea |  |
| \| \| \| \| \| Ferrari Solazzo Bucci \| Marcatori \| Parovel \| |            |               |         |  |
|                                                                 |            |               |         |  |
| Ferrari Solazzo Bucci                                           | Marcatori  | Parovel       |         |  |

| 3 dicembre 1939 9ª giornata |  | – Turno di riposo |  |  |

| Treviso 10 dicembre 1939 10ª giornata | Treviso | 1 – 1 | Grion Pola |  |

| Arbitro: | Tassini |

|                   |           |  |
| Silli Lieti Lussi | Marcatori |  |

| Sacile 31 dicembre 1939 12ª giornata | Giovinezza Sacile | – N.D. | Grion Pola |  |

| Pola 7 gennaio 1940 13ª giornata | Grion Pola | 0 – 2 | Marzotto Valdagno |  |

| Fiume 14 gennaio 1940 14ª giornata | Fiumana | 2 – 0 | Grion Pola |  |

| Pola 21 gennaio 1940 15ª giornata | Grion Pola | 1 – 3 | CRDA Monfalcone |  |

##### Girone di ritorno
| Pola 28 gennaio 1940 16ª giornata | Grion Pola | 1 – 0 | Ponziana |  |

| Gorizia 4 febbraio 1940 17ª giornata | Pro Gorizia | 2 – 0 | Grion Pola |  |

| Pola 11 febbraio 1940 18ª giornata | Grion Pola | 2 – 0 | Rovigo |  |

| Pordenone 18 febbraio 1940 19ª giornata | Pordenone | 2 – 2 | Grion Pola |  |

| Pola 25 febbraio 1940 20ª giornata | Grion Pola | 4 – 0 | Schio |  |

| Vicenza 10 marzo 1940 21ª giornata | Vicenza | 1 – 0 | Grion Pola |  |

| Pola 17 marzo 1940 22ª giornata | Grion Pola | 1 – 0 | San Donà |  |

| Isola d'Istria 24 marzo 1940 23ª giornata | Ampelea | 0 – 1 | Grion Pola |  |

| 31 marzo 1940 24ª giornata |  | – Turno di riposo |  |  |

| Pola 7 aprile 1940 25ª giornata | Grion Pola | 1 – 0 | Treviso |  |

| Mestre 21 aprile 1940 26ª giornata | Mestre | 3 – 0 | Grion Pola |  |

| Pola 28 aprile 1940 27ª giornata | Grion Pola | – N.D. | Giovinezza Sacile |  |

| Valdagno 12 maggio 1940 28ª giornata | Marzotto Valdagno | 3 – 0 | Grion Pola |  |

| Pola 19 maggio 1940 29ª giornata | Grion Pola | 0 – 2 | Fiumana |  |

| Monfalcone 26 maggio 1940 30ª giornata | CRDA Monfalcone | 2 – 0 | Grion Pola |  |

### Coppa Italia
| Arbitro: | Marini |

|                                               |           |  |
| Tarino 20’, 72’ Rigutti 75’ Kovacich 79’, 80’ | Marcatori |  |